# Opération Papyrus
 
L'opération Papyrus est une opération politique sur les thématiques de l'immigration et de l'économie lancée en février 2017 dans le canton de Genève. Il s'agit d'un programme couplant un processus de normalisation des situations de personnes sans-papiers avec un ensemble de mesures de lutte contre le travail non-déclaré et la sous-enchère salariale. Entamée sous l'initiative du conseiller d’État PLR Pierre Maudet, l'opération rencontre un succès auprès de la population immigrée mais fait face à plusieurs critiques, provenant notamment des milieux politique de la droite conservatrice comme l'UDC. L'opération s'achève à la fin de l'année 2018 après deux années de fonctionnement. Saluée comme un succès global par les autorités et les milieux associatifs, l'organisation de l'opération Papyrus est toutefois critiquée en 2020.

## Problématique
En Suisse, l'accès au marché du travail est soumis à la possession d'une autorisation administrative appelée couramment permis de travail. Ces autorisations sont délivrées à l'issue d'un processus conjoint entre les autorités fédérales, notamment le secrétariat d'État aux Migrations (SEM), et cantonales, particulièrement l'Office cantonale des populations et des migrations (OCPM) pour le canton de Genève.
Le canton de Genève connaît depuis de nombreuses années une forte proportion de populations issues de l'immigration. Du fait de la bonne santé économique du canton, l'immigration pour des raisons professionnelles est un phénomène important à Genève. Dans les années 2000, un fort flux de populations en provenance d'Amérique Latine (au premier rang desquels l’Équateur) et dépourvus d'autorisations de travail est observé. Une augmentation de la population en situation irrégulière et travaillant de manière non-déclarée est donc constatée dans ce canton. En 2017, le nombre de personnes en situations irrégulières sur le territoire cantonal est estimé à 13 000. Souvent employées illégalement dans le secteur de l'économie domestique (nourrice, personnel de ménage, etc.), ce sont majoritairement des femmes en provenance des pays d'Amérique Latine. Leur présence sur le territoire helvétique est parfois ancienne (plus de 10 ans) et plusieurs ont une vie intégrée (famille, etc.).
Ce travail illégal entraîne plusieurs effets néfastes pour l'économie et la société suisse et genevoise : manque à gagner dans la perception des impôts ou des contributions aux assurances sociales (AVS ou Assurance Chômage par exemple) et situations humaines et sociales difficiles (congés, maladies, accidents, pertes d'emploi ou retraites pour les employés non déclarés). De plus, l'existence de ce travail non-déclaré peut entraîner un affaiblissement des droits et des protections salariales ainsi qu'une diminution des salaires dans les secteurs économiques employant une forte proportion d'immigrés irréguliers.
Ainsi, les autorités genevoises font face à une problématique migratoire spécifique (immigration illégale de personnes installées sur le territoire depuis une longue période, travaillant au noir et relativement bien intégrées) avec des conséquences financières, sociales et humaines.

## Genèse
Durant près de 15 ans, des associations actives dans le domaine de l'immigration, des syndicats et les autorités politiques et administratives travaillent sur cette problématique afin d'y apporter des solutions adaptées. L'un des écueils réside dans la difficulté de définir une orientation qui ne s'inscrive pas dans le cadre de régularisations collectives et généralisées. Progressivement, des négociations entre les autorités cantonales et fédérales permettent de définir un cadre pour un assouplissement de certains critères de régularisation et en parallèle une intensification du contrôle des employeurs concernés.
À partir de la fin 2015, une phase test de ce cadre est menée dans le canton. Elle aboutit à la délivrance de 590 autorisations de type permis B (autorisation de travail valable cinq ans sur tout le territoire helvétique). En parallèle, la directrice générale de l'Office cantonale de l'inspection des relations au travail (OCIRT) explique qu'environ 200 contrôles d'employeurs ont été réalisés. Environ 80 % de ces dossiers concernaient des situations de travail illégales dans le secteur de l'économie domestique, confirmant l'importance de ce secteur économique dans cette problématique migratoire. Ce cadre et ce test servent de base lors de l'élaboration d'une opération générale : l'opération Papyrus.

## Principe
L'opération Papyrus se veut une réponse pragmatique à la problématique de l'immigration irrégulière et de ses conséquences économiques et sociales. Pour ses concepteurs, il s'agit de normaliser dans le droit des situations qui existent dans les faits. Le conseiller d’État chargé de ce projet, Pierre Maudet (PLR), indique également que le processus doit servir l'intérêt général. Il n'est pas une réponse spécifique favorisant un groupe au détriment d'autres. Enfin, si le projet doit avant tout apporter des solutions aux problématiques migratoires et économiques, son aspect humanitaire n'est pas négligé : il devrait permettre l'amélioration des conditions de vie des personnes vivant clandestinement en reconnaissant et validant leur intégration dans la société genevoise.
L'opération repose sur un double processus : normaliser les situations des personnes sans-papiers et intensifier la lutte contre les effets économiques négatifs engendrés par ces situations (principalement le travail illégal et la sous-enchère salariale). Un troisième processus vient compléter le dispositif pour faciliter la régularisation des situations des employeurs qui se font connaître auprès de l'administration. Le mécanisme privilégié est celui de la transparence : l'ensemble des acteurs, qu'ils soient employés ou employeurs, sont encouragés à collaborer et révéler la situation irrégulière aux autorités compétentes. En échange de cette transparence, les autorités cantonales assouplissent leurs procédures et critères.
L'opération est prévue pour durer près de 2 ans. Elle doit donc se dérouler en les mois de février 2017 et décembre 2018.

### Normalisation des situations irrégulières
La solution choisie pour normaliser les situations consiste à assouplir l'application des critères d'attribution des autorisations, comme cela a été le cas lors de la phase test. Cet assouplissement ne concerne pas l'ensemble de la population clandestine : elle s'adresse à des personnes intégrées, employées et présentes sur le territoire depuis plusieurs années. Cette population ne peut donc être assimilée à celles éligibles au droit d'asile. Pour postuler à cette opération, les personnes en situation irrégulières doivent répondre à 5 critères prépondérants : critères économiques (avoir un emploi, justifier d'une indépendance financière), temporels (présence sur le sol cantonal depuis plusieurs années) et sociétaux (réussite de l'intégration, absence de condamnations pénales).
Les concepteurs de Papyrus insistent sur la terminologie employée. L'une des responsables du SEM explique à la presse que le terme choisi de normalisation permet une distinction claire avec la régularisation collective ou l'amnistie. L'objectif de autorités n'est effectivement pas de régulariser les situations massivement et mécaniquement : il est de traiter les dossiers dans leur individualité sans que le processus ne préjuge d'aucune décision finale.

### Lutte contre le travail au noir et la sous-enchère salariale
Cet objectif se traduit par un encouragement à la dénonciation des situations de travail illégal. Cette dénonciation peut être le fait des employés (les démarches de normalisation impliquant de renseigner son activité professionnelle) ou des employeurs eux-mêmes (afin de se mettre en conformité avec la loi). L'OCIRT annonce que des contrôles seront menés sur la base des informations transmises dans le cadre de la procédure de normalisation. La régularisation des situations passe notamment par l'application de contrats-types qui permettent de fixer une base règlementaire aux salaires, contributions sociales et conditions de travail. En résumé, cette lutte repose donc sur la découverte, le contrôle et la régularisation des situations de travail illégal.
Le processus de dénonciation n'implique pas une amnistie pour les contrevenants. Les autorités agissent auprès des employeurs pour régulariser la situation de travail mais aussi obtenir le versement de certaines contributions de manière rétroactive.

### Mesures transitoires pour les employeurs
Afin de répondre aux craintes des employeurs, des mesures complémentaires sont annoncées par Pierre Maudet et la directrice de l'OCIRT. La mesure principale consiste à ne pas enclencher automatiquement la dénonciation au Pouvoir Judiciaire des employeurs contrevenant au droit. Ces mesures sont temporaires et doivent durer un peu plus d'un an. Un effort particulier est également mis sur la communication des autorités fin d'inciter les employeurs à la transparence. L'objectif est de montrer qu'un cadre plus souple existe pendant quelques mois, après quoi la politique habituelle (plus restrictive) sera de nouveau appliquée.

### Collaborations
Aussi bien dans sa conception que dans sa réalisation, l'opération Papyrus est le résultat de collaborations et de contacts entre les autorités et les milieux associatifs et syndicats. Les deux autorités compétentes (l'OCPM pour le niveau cantonal et le SEM pour le niveau fédéral) travaillent de concert sur le sujet. Plusieurs syndicats (le SIT et Unia) ou associations (Centre social protestant, EPER, associations actives dans le domaine de l'immigration) sont aussi associés au projet. En plus de leur rôle de conseil et de représentation sur le sujet, certains mettent en place des actions d'accompagnement pour les personnes en situation irrégulière (réunions d'explication, soutien, etc.).

## Oppositions
Plusieurs oppositions et critiques à ce processus existent. Elles sont de natures diverses et impliquent des acteurs variés. Sur le plan politique, certains milieux de droite conservateurs ou nationalistes s'opposent au projet, principalement sur ses conséquences migratoires potentielles. De leur côté, les employeurs émettent un certain nombre de critiques. Leur mouvement repose sur les inquiétudes et les craintes de particuliers, les principaux employeurs dans le secteur de l'économie domestique, de se voir inquiétés par les contrôles de l'OCIRT ou même le Pouvoir judiciaire. Enfin, des voix discordantes apparaissent aussi dans les sphères associatives et syndicales. Outre l'opposition attendue entre ces acteurs et le conseiller d'État PLR, il s'avère que la collaboration avec les autorités sur ce processus ne fait pas l'unanimité et soulève plusieurs questions de fond quant aux pratiques et au positionnement à adopter vis-à-vis des autorités. 

### Opposition à la politique migratoire
Certains milieux de droite opposés à l'immigration critiquent l'opération, notamment l'UDC. Ils craignent que ce plan n'ouvre la voie à des mesures pro-immigration qui deviendront difficilement contrôlables. Ils contestent par ailleurs son efficacité, affirmant que les mesures de normalisations vont créer un effet de publicité et donc renforcer le phénomène du travail au noir. De plus, ils pointent un paradoxe de la politique globale d'immigration suivie par le canton de Genève : tandis que de nombreuses entreprises se voient limitées dans leur possibilité de recruter des immigrés qualifiés (par le contingentement des autorisations), le canton accorde de nombreuses autorisations de travail à des personnes peu qualifiées.

### Critiques sur la politique répressive vis-à-vis des employeurs
L'opération Papyrus expose le rôle des employeurs dans cette problématique. En effet, de nombreuses personnes sont employées depuis plusieurs années, le plus souvent sans déclarations aux autorités. Or, les démarches de l'opération implique des personnes en situation irrégulière l'annonce aux autorités de leur employeur. Ce mécanisme de dénonciation de l'employeur est fortement critiqué. Il lui est reproché d'instituer un effet pervers entre employeurs et employés.
La nature des employeurs, souvent des particuliers, entraîne également des difficultés spécifiques qui se muent en critiques. Constitué d'individualités préoccupées par leur propre situation, un mouvement de fond chez les employeurs se fait entendre sans toutefois se structurer en lobby. Tout d'abord, plusieurs personnes employant des femmes de ménage ou des nourrices ne se considèrent pas comme de véritables employeurs. Ils ne comprennent donc pas certains des reproches qui leur sont faits. Ensuite, ces employeurs ont généralement des connaissances légales, administratives et fiscales limitées. Outre le fait que ces situations d'emploi sont généralement illégales, elles sont parfois délicates à traiter (salaire, conditions de travail). Le risque pour les employeurs d'être inquiétés sur le plan judiciaire pour ces situations passées provoque de multiples craintes.

### Critiques sur le positionnement syndical et associatif
Outre certaines critiques pouvant être classées dans les deux catégories précédentes, certaines associations ou syndicats estiment certains critères ou démarches trop répressifs. Il faut se souvenir en effet que certains acteurs de ce milieu participent directement au processus contrairement à d'autres. Ainsi, les milieux associatifs et syndicaux affichent des divisions quant à la teneur du projet. Pour aller plus loin, Papyrus pose donc plusieurs questions de fond pour ces entités. Par exemple, M. Lopreno, membre du syndicat SSP (qui ne participe pas à l'opération Papyrus), explique dans un article que cette opération entraîne des conséquences notamment sur la collaboration au sein des milieux syndicaux et associatifs, la collaboration de ces milieux avec les autorités et sur la qualité des négociations avec les autorités.

## Réception de l'opération à Genève
Les personnes en situation irrégulière et leur entourage accueillent favorablement le processus,. Le succès des séances d'explications ou des permanences témoigne de cette adhésion. Papyrus met en lumières de nombreuses problématiques touchant cette partie de la population. Le travail de terrain, réalisé dans les permanences, permet de prendre la mesure de certaines difficultés. Ainsi, la problématique de l'intégration linguistique se révèle décisive. De nombreux sans papiers ont de vraies lacunes français malgré plusieurs années de présence et n'ont que peu d'occasions de parler cette langue (utilisation d'une autre langue dans le contexte professionnel). Du côté de l'apprentissage, les structures de mise à niveau linguistique sont débordées devant le nombre d'inscriptions. Les témoignages relayés dans la presse permettent de mieux appréhender le quotidien difficile des personnes sans papiers (honte de l'illégalité, rupture sociale, etc.) et leurs espoirs dans ce processus (possibilité de voyager pour revoir sa famille, etc.).

## Déroulement
Le 21 février 2017, le conseiller d’État Pierre Maudet annonce publiquement la mise en place de l'opération Papyrus. La plupart des discussions et le test préalable ayant été tenu secrets, cette annonce est une surprise pour la population et les autres cantons. Près de 300 dossiers issus de la phase test sont en cours de traitement via ce processus au moment de l'annonce.
Les semaines suivantes, les personnes sans papiers s'inscrivent dans le processus et se renseignent sur les critères admissibilité, les chances que leur cas individuel reçoive une réponse positive et les démarches pour constituer les dossiers. Une réunion d'explications organisée le 28 février à la salle Palladium remporte un grand succès en réunissant près de 1800 personnes, ce qui excède la capacité de la salle. Les permanences organisées par les syndicats ou les associations sont également fortement sollicitées. 
Dans l'opposition, le conseiller fédéral UDC de Genève Yves Nidegger annonce en Mars qu'il va lancer une initiative fédérale pour que la loi précise les critères d'octroi des autorisations de séjours. Pour son auteur, cette manœuvre législative devrait permettre de limiter la souplesse dans l'application des critères inhérente à l'opération Papyrus. De son côté, la vice-présidente de l'UDC suisse, Céline Amaudruz, enjoint au conseil fédéral de faire cesser l'opération Papyrus pour ne pas créer de précédents.
Durant le mois d'avril 2017, la presse se fait l'écho des craintes et des critiques provenant des employeurs. Souvent constitué de particuliers, ceux-ci se retrouvent isolés devant les services cantonaux et mettent en avant leur manque de connaissances légales, règlementaires et fiscales. En réponse à la montée de ce mouvement, Pierre Maudet et la directrice annoncent la mise en place d'une série de mesures transitoires pour les employeurs.
Par ricochets juridiques, l'opération Papyrus touche des dossiers traités antérieurement,. Ainsi, les recours contre des décisions administratives négatives prises avant le début du processus s'appuient sur ce nouveau contexte pour obtenir un jugement plus favorable. Il devient en effet important pour la Justice de maintenir l'égalité de traitement entre les individus.
Pierre Maudet et les différentes autorités impliquées communiquent un bilan de mi-parcours en février 2018.

## Évaluation

### Évaluation du déroulement 2018
Après une année de fonctionnement, les autorités communiquent un premier bilan de l'opération. Sur le plan de la normalisation des situations irrégulières, elles annoncent que 1093 personnes ont vu leur situation régularisées. Quatre dossiers ont reçu une décision négative. En réponse aux critiques sur la politique migratoire et ses conséquences sociales, Pierre Maudet indique que les services cantonaux n'ont pas observé de phénomènes de licenciements des personnes régularisées. De plus, les demandes d'aides sociales n'ont pas connu une augmentation comme cela pouvait être craint.
En ce qui concerne le travail au noir et la sous-enchère salariale, plus de 70 % des 550 dossiers traités par l'OCIRT concernaient l'économie domestique. Le conseiller d’État insiste également sur le fait que les normalisations entraînent le versement des impôts et contributions aux assurances sociales, mettant fin au manque à gagner des années précédentes.
Sur le plan politique, Pierre Maudet se déclare satisfait et juge ce bilan positif, même s'il faudra encore du temps pour évaluer plus clairement les résultats de l'opération Papyrus. Dans une optique nationale, le secrétaire d'État aux Migrations explique que d'autres cantons (ex : Bâle Ville) s'intéressent ou étudient l'expérience genevoise pour développer leurs réponses à leurs problématiques économiques et migratoires locales. L'opération Papyrus sert donc d'expérience concrète pour les cantons suisses.

### Évaluation finale
En février 2020, les autorités cantonales exposent le bilan de l'opération Papyrus,. Le conseiller d'État Mauro Poggia explique ainsi que 2390 personnes en situation illégale ont pu voir leur situation régularisée et que 740 autres attendaient encore de connaître les décisions les concernant. Environ 60 % des personnes régularisées sont des familles avec enfants, le reste étant très largement constitué de célibataires. Sur le plan des refus, l'office cantonal des migrations annoncent avoir refusé 42 dossiers et le secrétariat aux migrations 5. Les statistiques indiquent également l'importance de l'immigration clandestine en provenance d'Amérique latine sur le territoire genevois.
Sur le plan économique, l'opération a permis au Canton de Genève de récupérer près de 5,7 millions de francs suisses. De plus, les différents secteurs de travail considéré s'avèrent mieux organisés et assainis après cette opération. Ainsi, bien que le nombre d'infractions graves constatées par les services restent faibles, près de 40 % des dossiers présentaient des infractions. Les régularisations ont principalement concernées le secteur de l'économie domestique, surtout les services de ménage.
Le responsable politique chargé du dossier note également que les évaluations du nombre de personnes sans-papiers sur le territoire genevois n'a pas augmenté significativement durant la période,. Il réfute donc que l'idée que l'opération Papyrus aurait créé un appel d'air pour l'immigration clandestine. De leur côté, les économistes et statisticiens indiquent que l'opération n'a pas provoqué de sous-enchère salariale.
L'opération a également pour conséquence d'avoir fortement mobilisé les associations et mis en avant l'importance de leur travail. Ainsi, seul 1 % des dossiers constitués avec l'aide d'une association ont été refusés. Par ailleurs, le suivi et l'encadrement des familles par les structures de soutien s'est amélioré. Par exemple, les adhésions aux Chèques service ont fortement augmenté (+55 %). Les responsables associatifs indiquent d'ailleurs leur satisfaction dans ce processus qui améliore les conditions de vie de nombreuses personnes (facilitation de l'accès au logement ou possibilité de voyager à l'extérieur des frontières suisses).
Sur le plan politique, l'UDC a critiqué l'opération, indiquant que son ampleur était en réalité limité. Seulement 20 % des personnes en situation irrégulière ont utilisé le dispositif juridique mis en place. À l'opposé, des membres des partis de gauche ou des milieux associatifs souhaitent de leur côté une poursuite de ce type d'opération de régularisation,.

## Soupçons de fraudes à la régularisation
(janvier 2020).
Le texte peut changer fréquemment, n’est peut-être pas à jour et peut manquer de recul. 
Le titre et la description de l'acte concerné reposent sur la qualification juridique retenue lors de la rédaction de l'article et peuvent évoluer en même temps que celle-ci.
Durant le mois de janvier 2020, le Ministère public genevois annonce poursuivre deux hommes pour fraude à la régularisation,. Il leur est reproché d'avoir produit de faux documents pour aider des compatriotes dans leur processus de régularisation. Tandis que l'UDC critique la supervision et la surveillance des dossiers par les autorités, le conseiller d'État indique que les présomptions de fraudes restent rares. Il rappelle que les cas sont bien détectées par les services concernés et que le traitement des différents dossiers restent individualisé.
En mars, six nouvelles personnes sont mises en prévention dans le cadre de la même affaire. Un entrepreneur est soupçonné d'avoir notamment établit de faux certificats de travail, ce que l'intéressé conteste.

## Critiques organisationnelles
En juin 2020, la presse se fait l'écho de vives critiques adressées à l'encontre de l'OCPM. L'organisation de l'office est critiquée, notamment une sous-dotation chronique en personnel. Aussi, les services se seraient montrés laxistes dans l'étude des dossiers, y compris lorsque des suspicions de fraudes existaient. Les services administratifs concernés ainsi que les associations impliquées dans l'opération Papyrus défendent leur travail.

## Réception de l'opération dans d'autres cantons
A l'instar de Genève, les cantons suisses disposent d'une certaine autonomie pour gérer les flux migratoires en coordination avec la confédération. Si leurs politiques diffèrent, la mise en place d'un processus nouveau comme l'opération Papyrus est étudié par les autres autorités administratives et les responsables politiques,.
Dès l'annonce de l'opération Papyrus, le monde politique du canton frontalier de Vaud se positionne quant à l'import d'un système similaire. Outre sa proximité géographique et culturelle avec le canton de Genève, le nombre estimé de personnes en situations irrégulières sur le territoire cantonal est sensiblement similaire (environ 12 000) ce qui rend les deux cantons très semblables sur cette question. En mars, le Grand Conseil vaudois (organe législatif) rejette une motion demandant l'application d'un processus similaire dans le canton de Vaud. À cette occasion, l'exécutif cantonal rappelle que plusieurs mesures relativement proches sont déjà en application. Il relève que la différence réside dans l'incitation à la transparence mise en place à Genève.
À l'automne 2017, l'exécutif cantonal du Jura explique qu'il ne reproduira pas un tel projet sur son territoire, considérant que le besoin d'un tel processus n'est pas nécessaire localement. Il avait été saisi à la suite d'une motion demandant l'introduction d'un projet similaire, vanté pour son caractère pragmatique et humain.
Du côté de la Suisse alémanique, le conseil d’État de Zurich indique en mai 2017 qu'une opération similaire ne sera pas tenté sur son territoire, répondant ainsi aux interpellations d'associations travaillant avec les immigrés ou des partis de gauche. Le conseil d'État justifie sa décision en expliquant que la situation migratoire est différente entre Genève et Zurich et en contestant les chiffres migratoires donnés par le SEM. Néanmoins, le débat est lancé dans ce canton sur les mesures qui permettraient d'améliorer la vie des personnes en situation irrégulière. En septembre, une association lance une initiative municipale afin de créer une carte d'identification pour l'ensemble de la population, à l'image de ce que Los Angeles, San Francisco ou New York ont réalisé. Les militants à l'origine de cette initiative explique que cette carte simplifierait de nombreuses démarches administratives locales (inscriptions dans des services publics, déclarations, etc.) pour les populations en situation irrégulière.